# Federal Dam, Minnesota
Federal Dam là một thành phố thuộc quận Cass, tiểu bang Minnesota, Hoa Kỳ. Năm 2010, dân số của thành phố này là 110 người.

## Dân số
- Dân số năm 2000: 101 người.
- Dân số năm 2010: 110 người.